# Eotetranychus passerinae
Eotetranychus passerinae är en spindeldjursart som beskrevs av Meyer 1974. Eotetranychus passerinae ingår i släktet Eotetranychus och familjen Tetranychidae. Inga underarter finns listade i Catalogue of Life.